# アウグスト・ジャコメッティ
アウグスト・ジャコメッティ（Antonio Augusto Giacometti、1877年8月16日 - 1947年6月9日）はスイスの画家、工芸家である。アールヌーボーや象徴主義の芸術家としてスタートし、鮮やかな色彩の絵画を描いた。ステンドグラスの製作者としても知られている。

## 略歴
スイス、グラウビュンデン州のスタンパ(Stampa)で生まれた。ジャコメッティの家系は多くの芸術家を輩出するが、有名な彫刻家、アルベルト・ジャコメッティの父親で印象派の画家、ジョヴァンニ・ジャコメッティ(1868-1933)はアウグスト・ジャコメッティのいとこであった。2人は非常に近くで育ち、アウグスト・ジャコメッティも絵を描くようになり、1894年から1897年まで、チューリッヒの工芸学校で美術教員になる教育を受けた後、1897年にパリにでて、パリの美術師範学校(École normale d'enseignement du dessin)でアール・ヌーヴォーの先駆者、ウジェーヌ・グラッセに学んだ。その後、フィレンチェなどで活動し、1915年からチューリッヒで活動した。

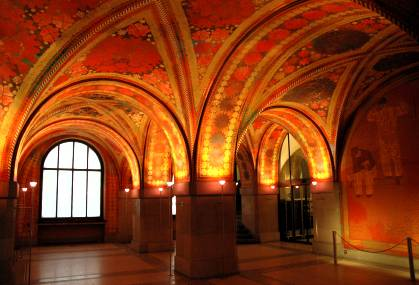
チューリッヒの警察署の玄関ホール

第一次世界大戦中のチューリッヒは、トリスタン・ツァラやマルセル・ヤンコが1917年に訪れ、ゾフィー・トイバー＝アルプやフーゴ・バルらなどと「ダダイズム」の運動が盛んになった。ジャコメッティも、ダダの夜会(8th Dada-Soirée)に参加し、1818年から1920年まで続いた芸術家グループ「Das Neue Leben」の会員となった。
1923年から1925年にかけてチューリッヒの警察署の玄関ホールの装飾によって高い評価を得て、多くの装飾画の依頼を受けるようになった。1929年から協会などのステンドグラスの製作を始め、1933年にはチューリッヒのグロスミュンスター大聖堂のChorfensterのステンドグラスも制作し、1945年にフラウミュンスター聖母教会のステンドグラスも制作した。

## 作品

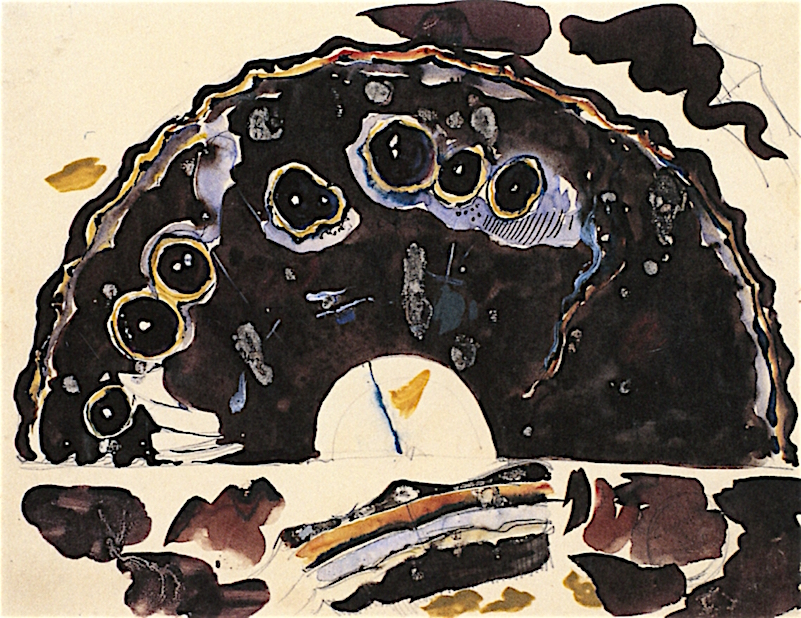
「蝶の翅の習作」(1896)
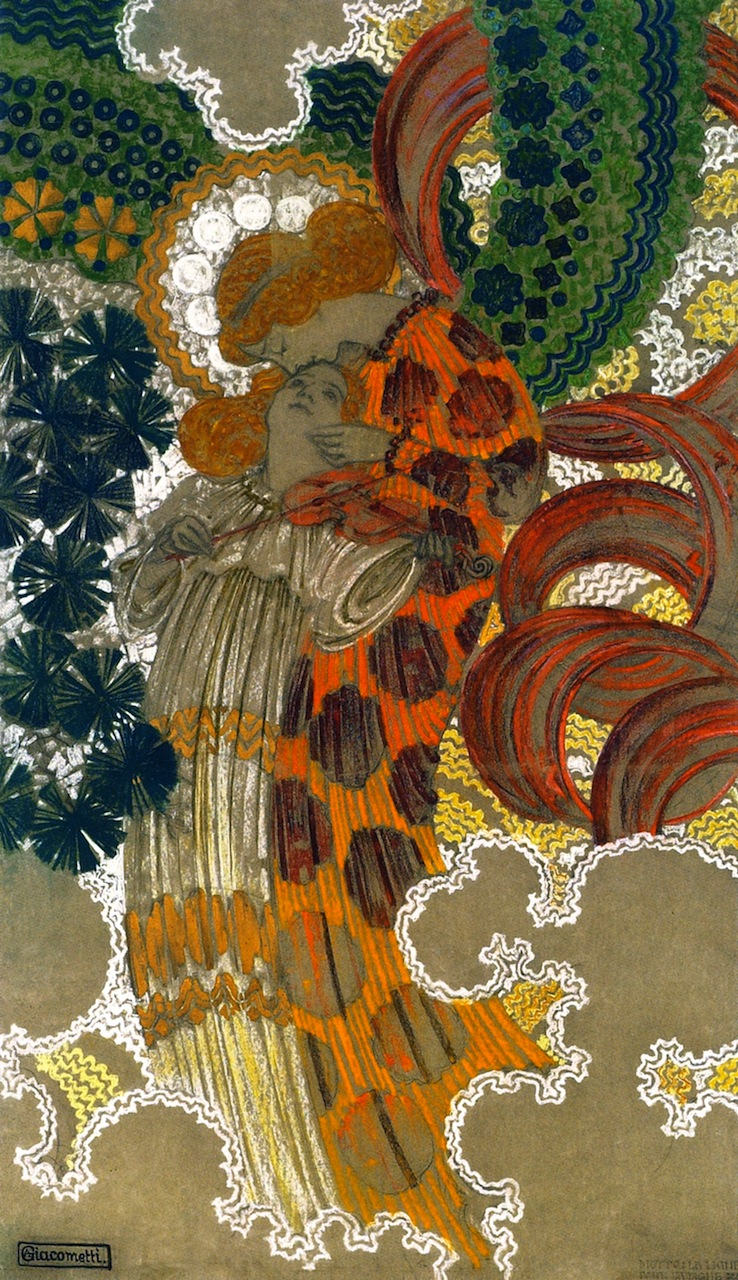
(1899)
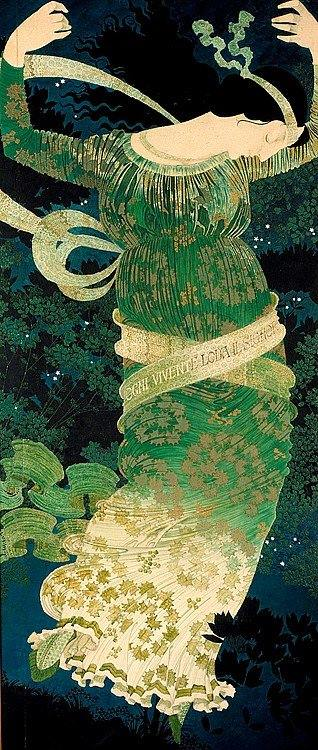
(1903)
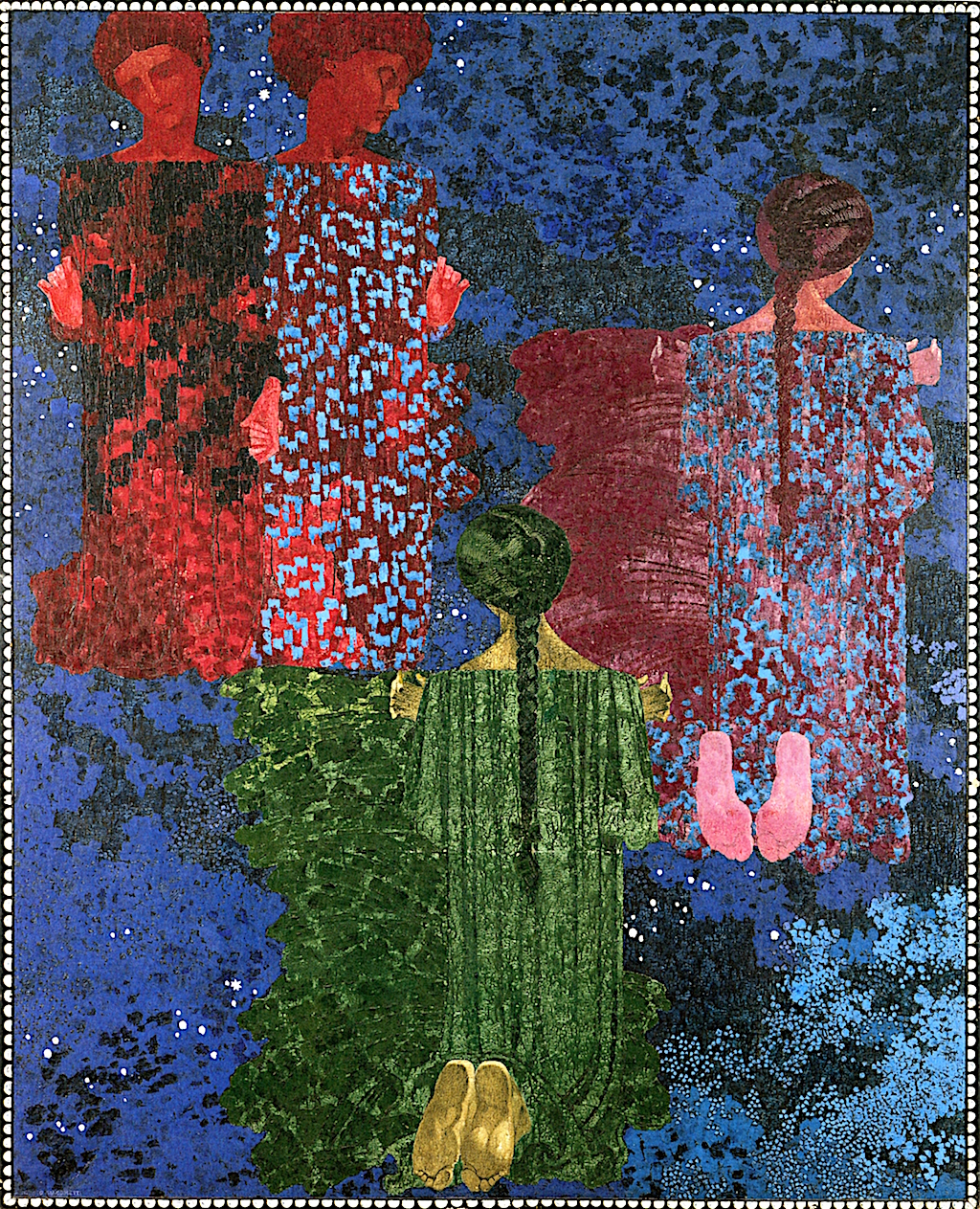
The Circling of the Planets (1907)
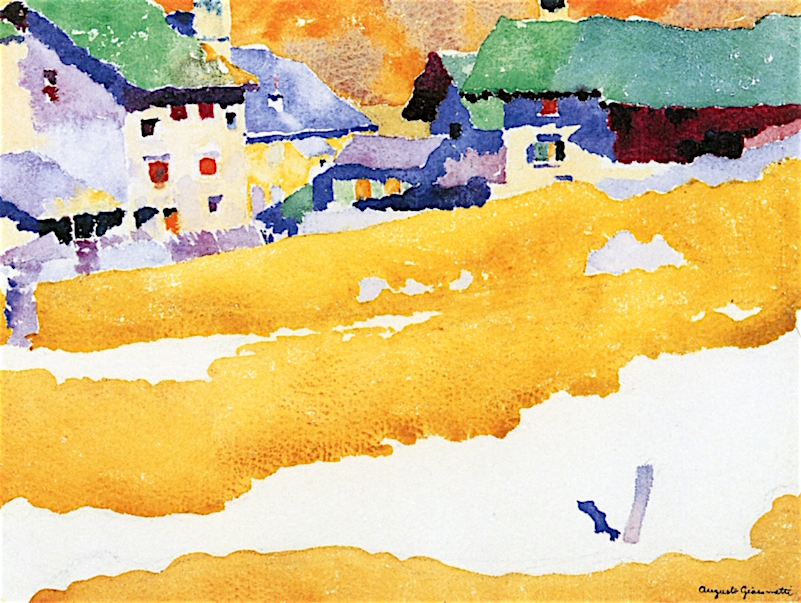
(1915)
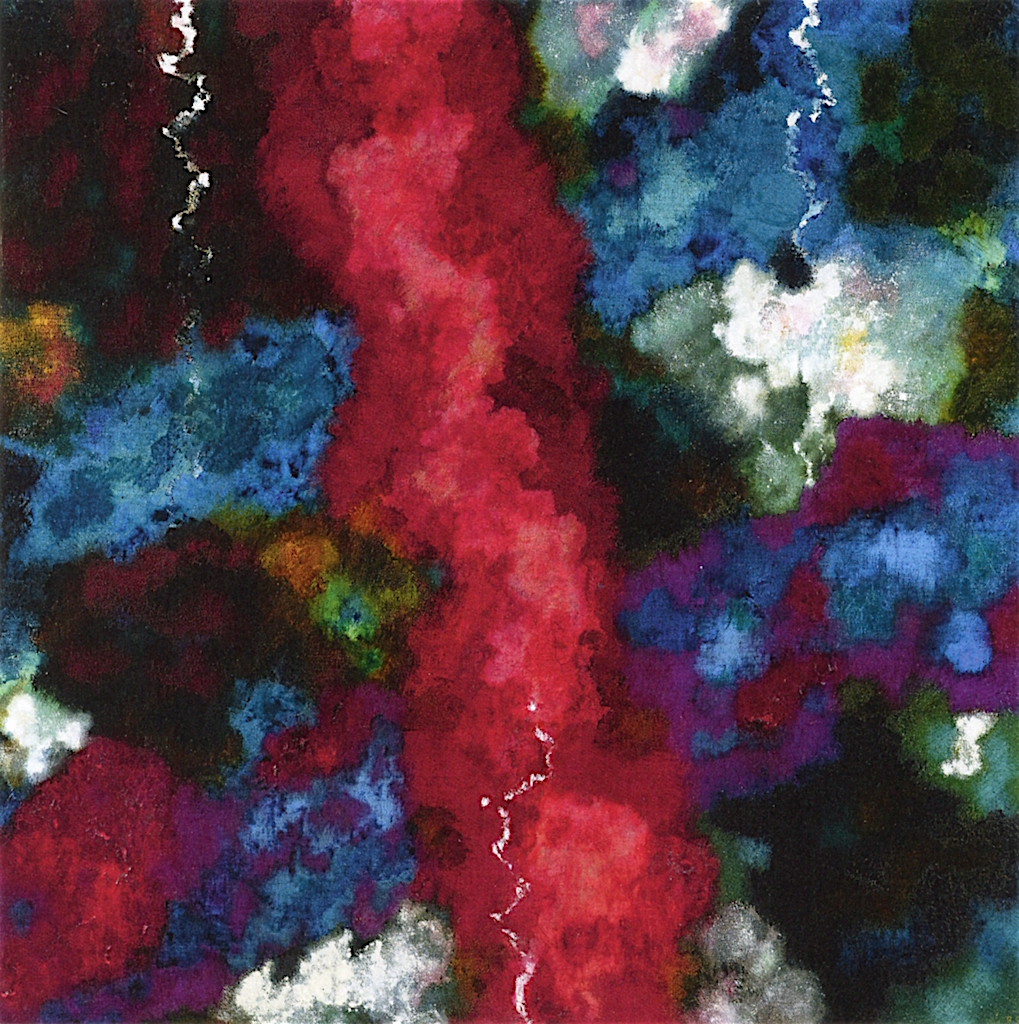
Image (1920)
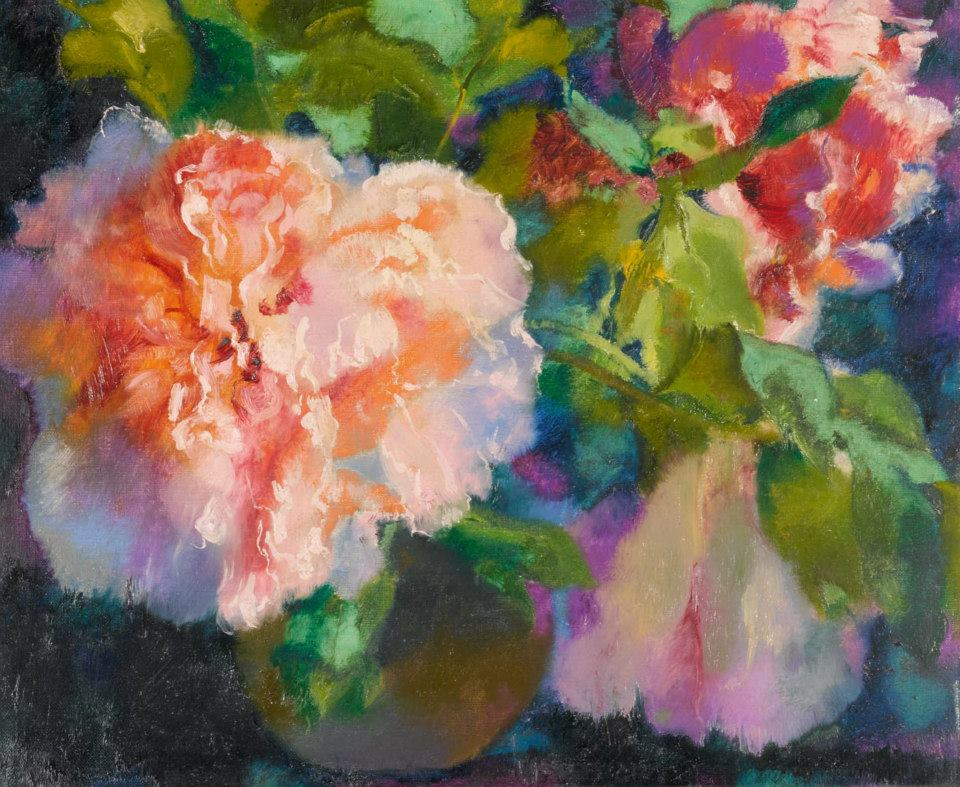
(1926)
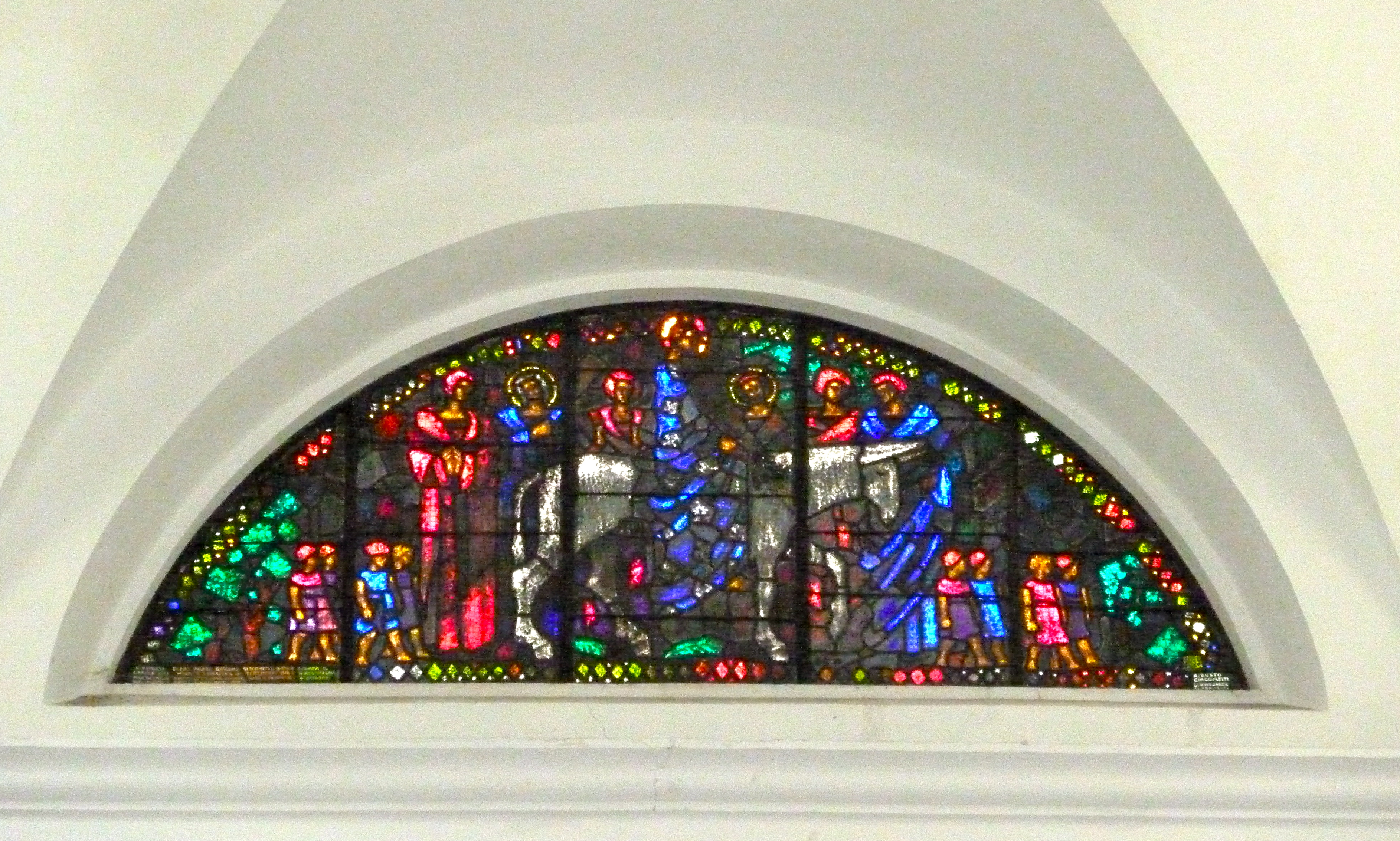
ステンドグラス(1940)